# Linbasta

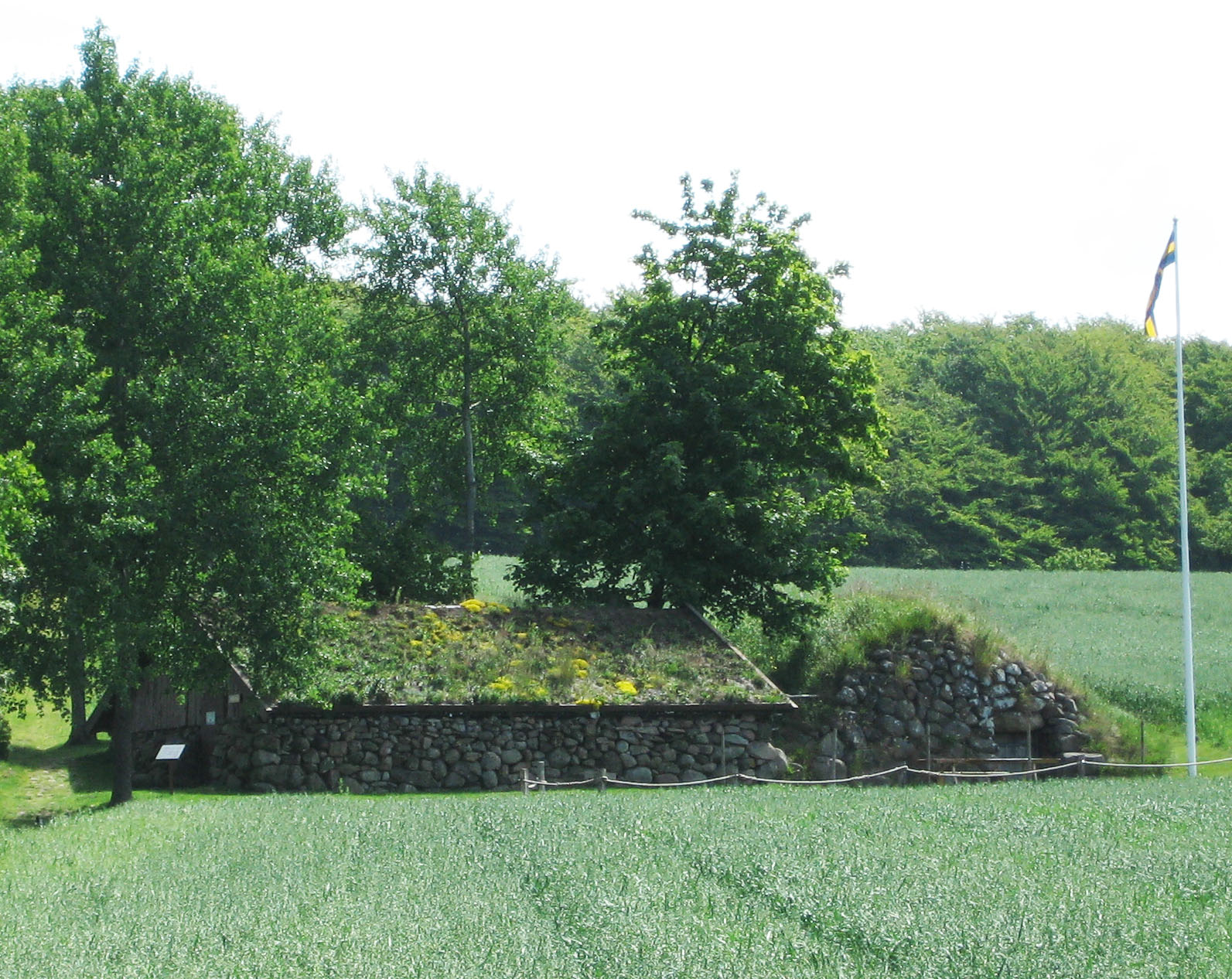
Linbasta i Förslöv, Skåne.

Linbasta, även linbastu, i Sydsverige ofta brytestuga, är en bastuanläggning för linberedning där linet skall kunna torka under hösten då solen inte längre är tillräcklig för att linet skall kunna torka utomhus. I Sydsverige är dessa bastur huvudsakligen avsedda för torkning av lin, i övriga Sverige används de vanligen även för torkning av malt, tvätt, bad och ibland även för rökning av kött. Konstruktionsmässigt skiljer sig sällan en linbastu från en bastu för annan användning.

## Historia i Sverige
På 1700-talet fick linproduktionen ett uppsving efter att statsmakten startat en kampanj för linproduktion på 1730-talet. Det var framförallt i skogsbygderna som linproduktion blev populärt, och det odlades mer eller mindre lin på i princip varje gård i Skåne under 1800-talet. Då det förr innebar en stor investering att bygga en linbasta var det vanligtvis ett kollektivt projekt för hela samhället.

## Byggnaden
Linbastan uppvärmdes med ved och konstruerades så att linet torkade av värmen utan att ta eld. En linbasta byggdes därför av sten, ofta med valv, och med tanke på brandfaran stod de ofta en bit bort från övrig bebyggelse. Linbastan består av en främre, yttre del, kallad brydestuan, en bakre del kallad bastun, där ugnen fanns. I dag är oftast inte brydestuan bevarad då denna var enklare byggd. Ofta byggde man in grunden i en backsluttning. Man kunde även torka säd, röka kött eller korv i linbasturna, samt användas som badstuga.
Linodlingen minskade vid sekelskiftet 1900 eftersom bomullsimporten blev allt viktigare. För att bevara linodlingen inrättades i runt 1900 regionala linberedningsanstalter, i Skåne, exempelvis i Hässleholm, vilket gjorde att användningen av linbasturna efter hand upphörde.
Bevarade linbastuor finns på olika håll, i Sverige i exempelvis Finnerödja, Förslöv, Hedemora, Ljungsåkra, Mästocka och Råå.

## Galleri

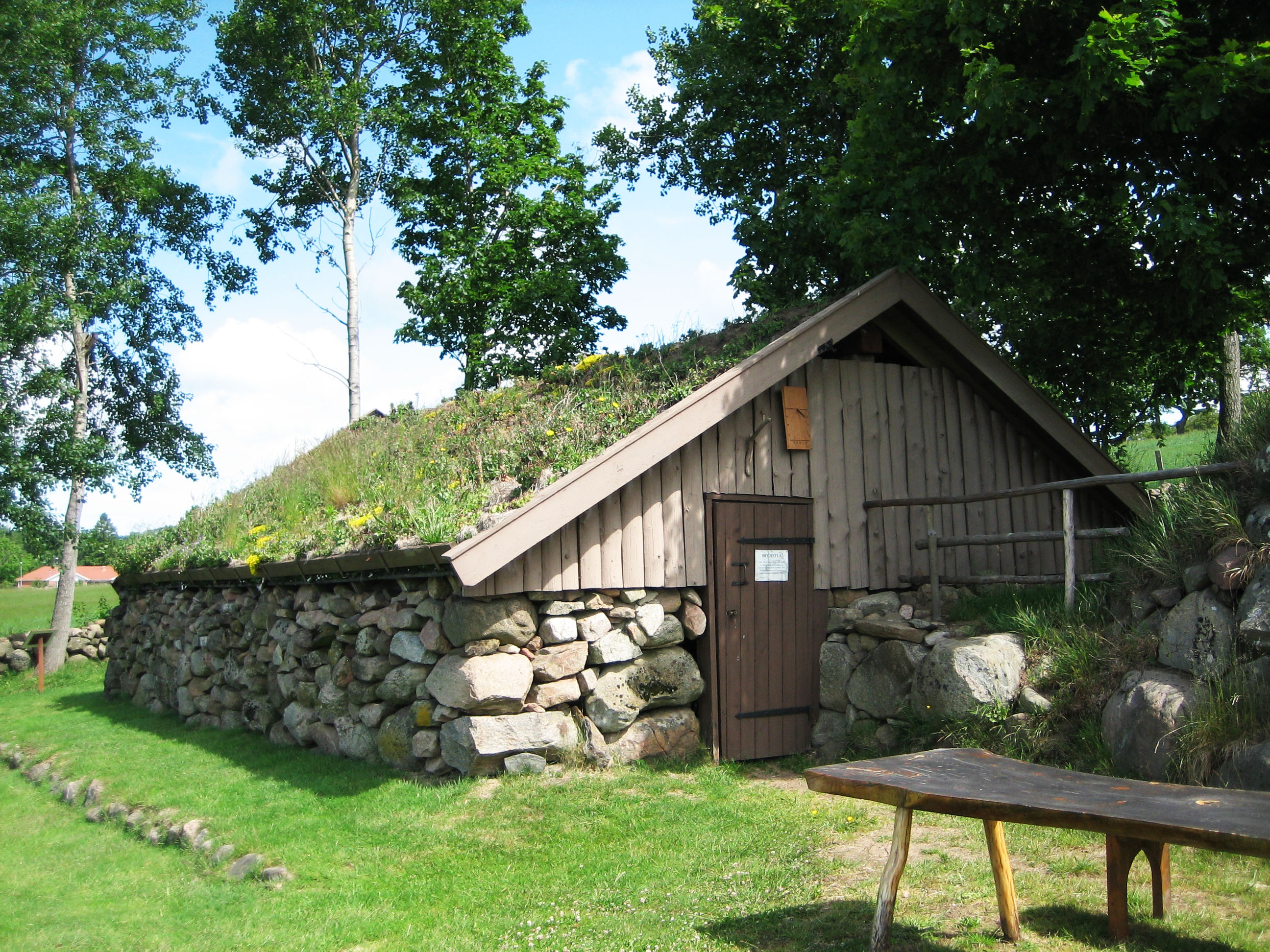
Linbasta i Förslöv.
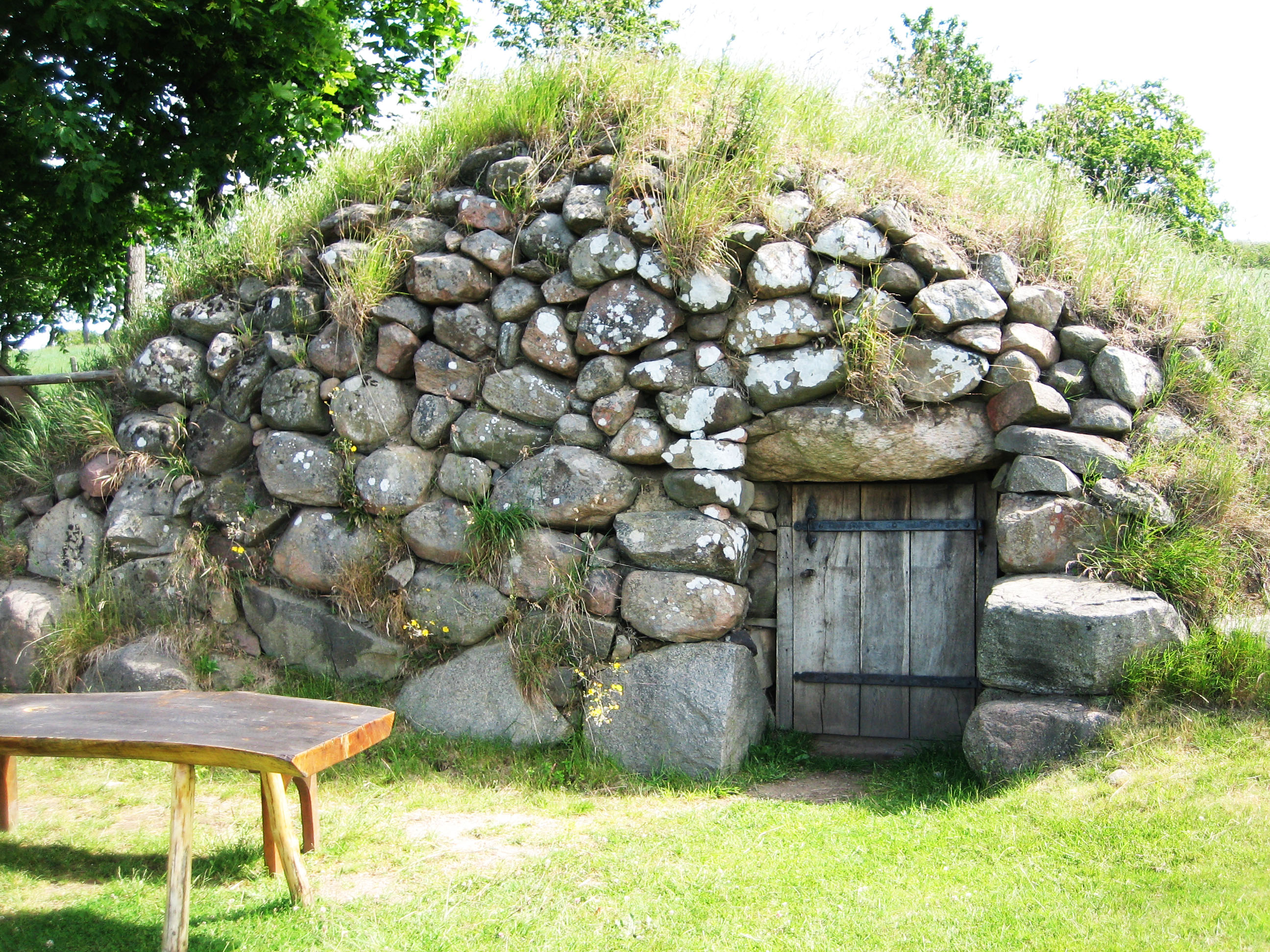
Linbasta i Förslöv.
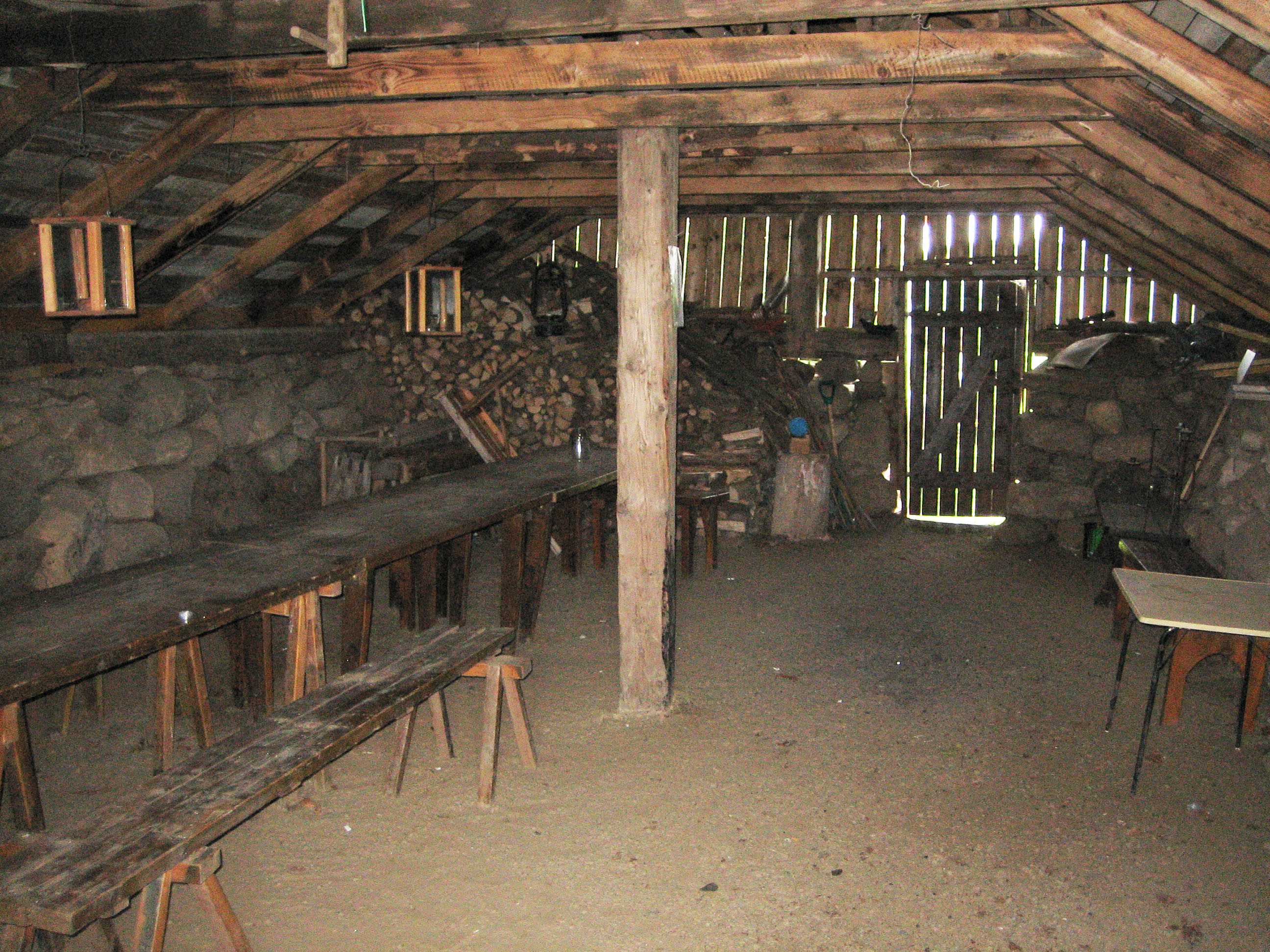
Inuti linbastan i Förslöv.
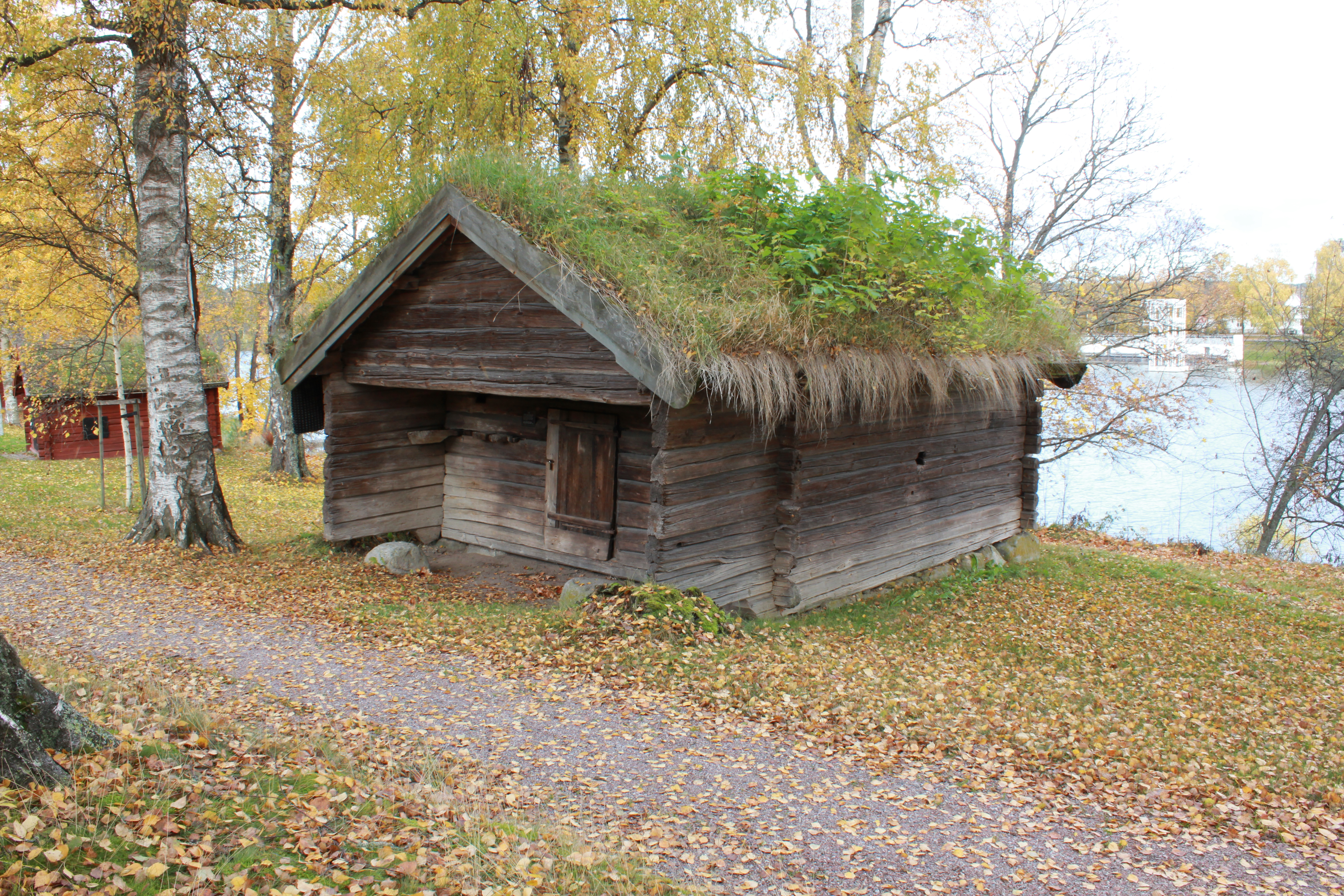
Linbastun på Hedemora gammelgård
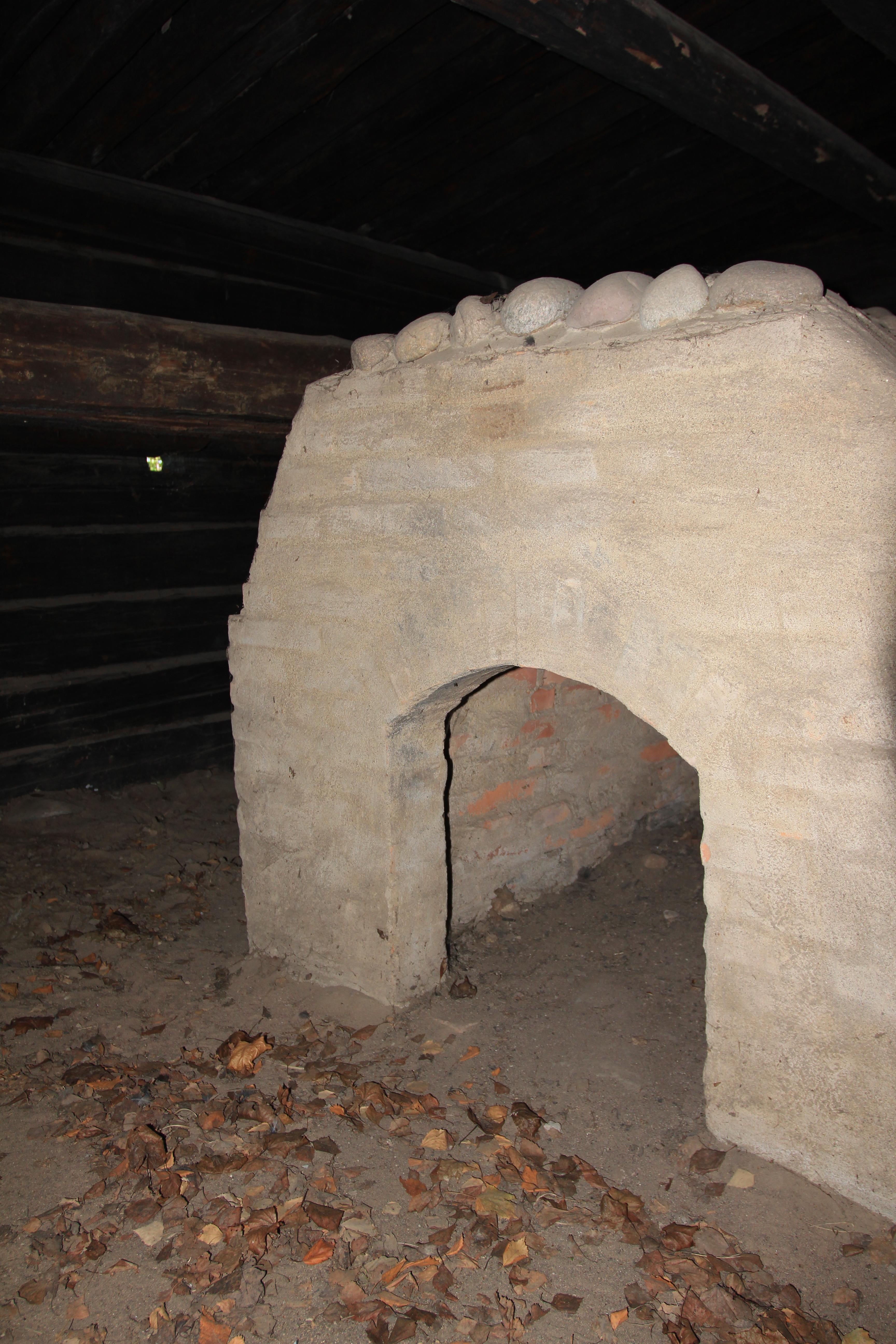
Inuti linbastun på Hedemora gammelgård
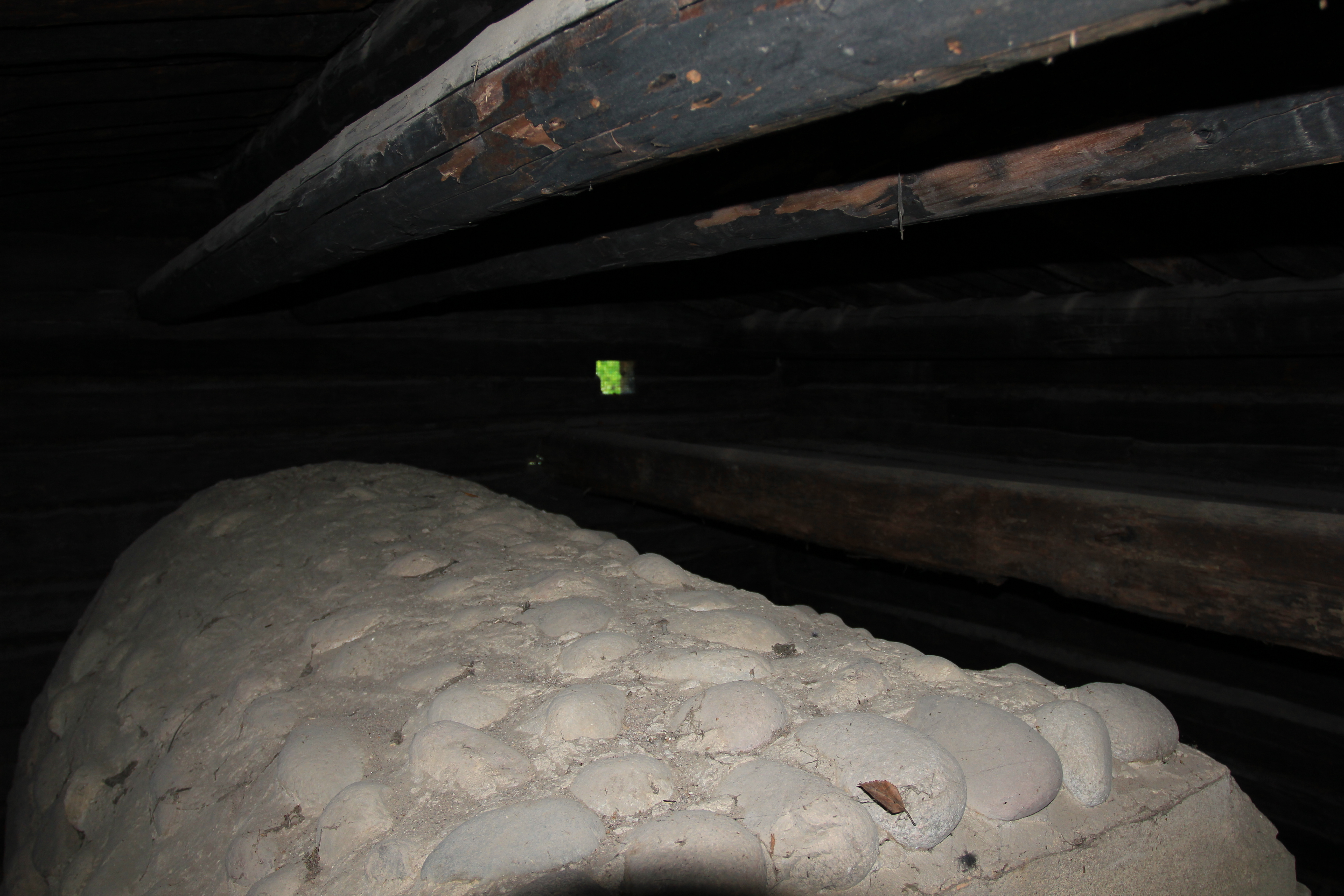
Inuti linbastun på Hedemora gammelgård